# ASV
ASV (Atari System V Release 4 lub Atari System V, SVR4) – system wydany po raz pierwszy w listopadzie roku 1991, a po raz ostatni w 1992. ASV działa na Atari TT z procesorem MC68030 w wysokiej rozdzielczości (1280×960). Oparty jest na Systemie V firmy At&T. Dostarczany był z interfejsem graficznymi X-Window wydanie 4, OSF Motif, Window Iconic Shell (NSL), FaceMaker - NSL's GUI builder for Motif, GNU C++, Atari System Administration Tools oraz wiele innych. Obsługa sieci dodana została przez wprowadzenie do produkcji karty sieciowej VME (Riebl). ASV dostarczany był na dyskach twardych o pojemności 210 MB i 340 MB. Wymagał 4 MB pamięci RAM lub 8MB z X11.
Maszyny pracujące pod tym systemem (w niektórych miejscach do dziś) określane są mianem TT/X – dla odróżnienia ich od maszyn sprzedawanych z Atari TOS.